# Corynura bruchiana
Corynura bruchiana är en biart som först beskrevs av Carlos Schrottky 1908.  Corynura bruchiana ingår i släktet Corynura och familjen vägbin. Inga underarter finns listade i Catalogue of Life.